# Saptaparni-Höhle

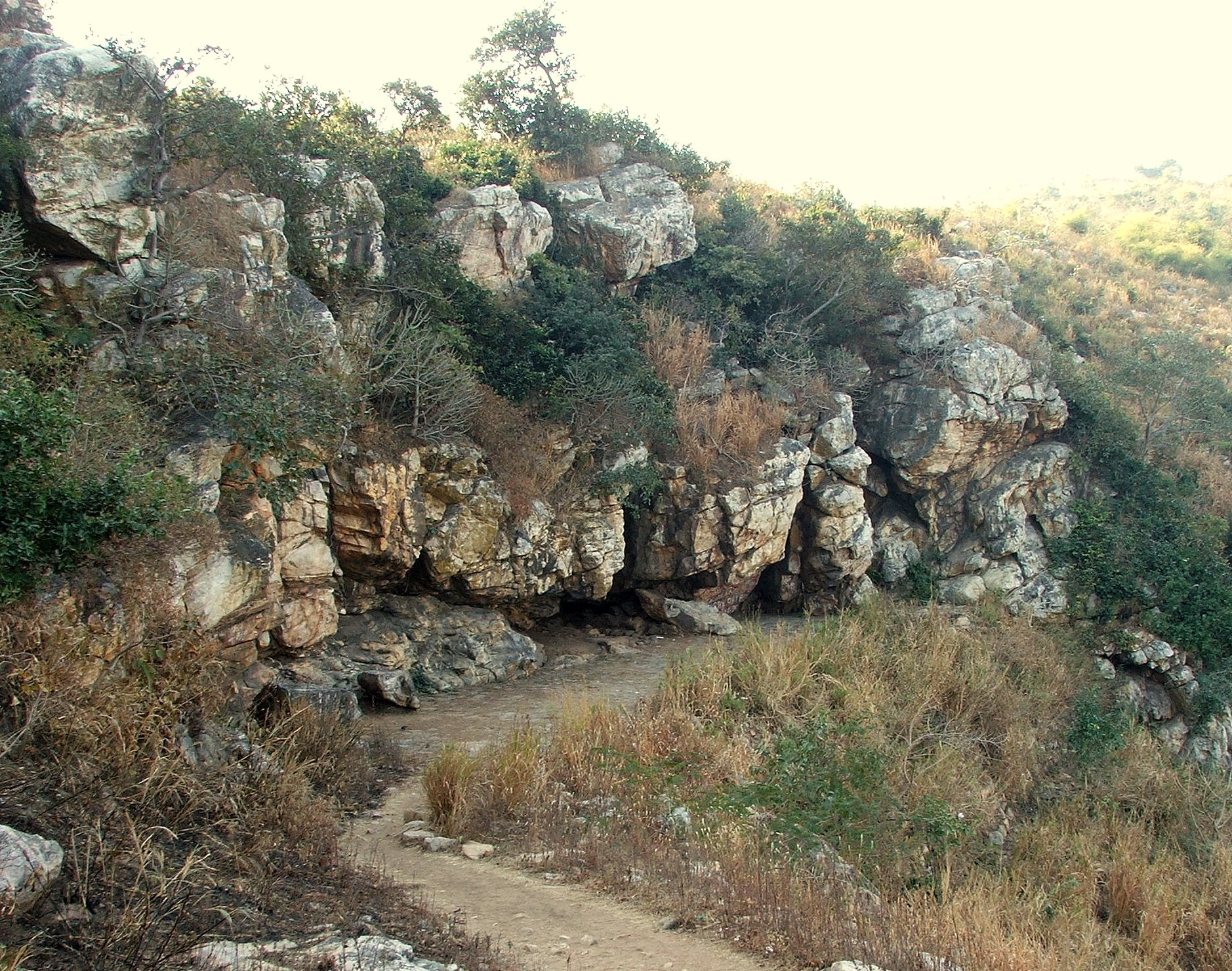
Saptaparni-Höhle

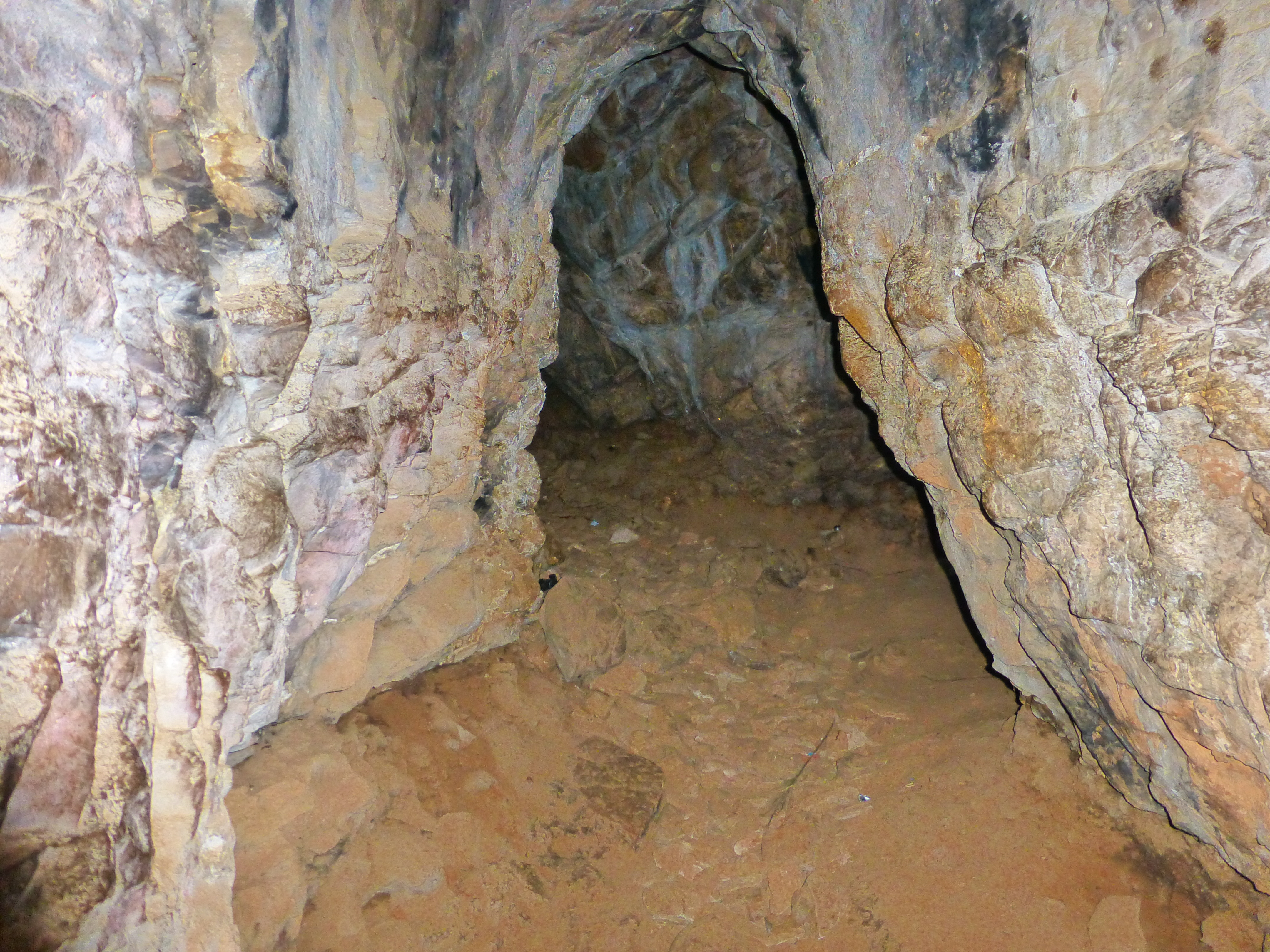
Haupthöhle

Die Saptaparni-Höhle (auch Sattapanni-Höhle, „Siebenblatt-Höhle“) bei der Stadt Rajgir (ehemals Rajagriha) im nordindischen Bundesstaat Bihar gilt als die erste Felshöhle mit buddhistischem Hintergrund.

## Lage
Die weitgehend natürlich belassenen Felshöhlen befinden sich etwa 2 km südwestlich des Stadtzentrums von Rajgir in einer Höhe von etwa 250 m.

## Legende/Geschichte
Vor seinem Tod im Jahr 483(?) soll Buddha selbst eine Zeitlang hier verbracht und meditiert haben. Ein Jahr nach seinem Übergang ins Nirwana soll im Schutz der Höhle während der Regenzeit eine Zusammenkunft von Mönchen stattgefunden haben, bei der Ananda, ein Cousin Buddhas, und Upali, ein Begleiter des Erleuchteten auf seinen Wanderungen, den Auftrag erhielten, dessen Lehren für nachfolgende Generationen zusammenzustellen. So entstanden der „Korb der Lehrreden“ (Suttapitaka) und der „Korb der Ordensregeln“ (Vinayapitaka).